# (26605) Hanley
(26605) Hanley est un astéroïde de la ceinture principale.

## Description
(26605) Hanley est un astéroïde de la ceinture principale. Il fut découvert le 27 mars 2000 à la station Anderson Mesa par LONEOS. Il présente une orbite caractérisée par un demi-grand axe de 2,48 UA, une excentricité de 0,07 et une inclinaison de 7,3° par rapport à l'écliptique.